# La Charge de Syracuse
Pour plus de détails, voir Fiche technique et Distribution.
La Charge de Syracuse (L'assedio di Siracusa) est un film italien réalisé par Pietro Francisci, sorti en 1960.

## Synopsis
La ville de Syracuse est dans une situation difficile, prise entre Rome et Carthage. Le roi Hiéron fait appel à Archimède, un jeune savant, pour organiser la défense de la cité. Ce dernier doit s'arracher à son amour pour la danseuse Diane qui se rend à Rome pour épouser le consul Marcellus.

## Fiche technique
- Titre original : L'assedio di Siracusa
- Titre français : La Charge de Syracuse
- Titre Belge : Le Siège de Syracuse
- Réalisation : Pietro Francisci
- Scénario : Pietro Francisci, Giorgio Graziosi et Ennio De Concini
- Adaptation  française : Jacques Michau
- Dialogues francais : Lucette Gaudiot
- Photographie : Carlo Carlini
- Montage : Nino Baragli
- Pays d'origine : Italie
- Format : Couleurs - 2,35:1 - Mono
- Genre : péplum
- Durée : 118 minutes
- Date de sortie : 1960

## Distribution
- Rossano Brazzi  (VF : Jacques Dacqmine) : Archimède
- Tina Louise  (VF : Jacqueline Carrel) : Diane
- Sylva Koscina  (VF : Michele Bardollet) : Clio
- Enrico Maria Salerno  (VF : Andre Valmy) : Gorgias, chef de la troupe de théâtre et proxénète
- Gino Cervi  (VF : Jean-Marie Amato) : Hiéron
- Alberto Farnese  (VF : Jean-Claude Michel) : Marcus Claudius Marcellus
- Luciano Marin  (VF : Michel Cogoni) : Marcus
- Alfredo Varelli  (VF : Roger Treville) : Tiresias
- Walter Grant : Kriton
- Cesare Fantoni  (VF : Fernand Fabre) : Le père d’Archimède
- Enrico Olivieri  (VF : Michel Cogoni) : jeune apprenti
- Takis Kavouras : Vendeur de colliers
- Veriano Ginesi : L'hortator
- Erminio Spalla : Le tavernier
- Enzo Cerusico : Jeune eleve
- Consalvo Dell'Arti : Citoyen de Syracuse
- Mara Lombardo : Danseuse de Selinonte
- Corinne Capri : une fille de la troupe
- Narration :Jacques Deschamps